# Мартин Вагнер
Мартин Вагнер (на немски: Martin Wagner, роден на 24 февруари 1968 в Офенбург) е бивш германски футболист. Започва кариерата си в родния си клуб „Офенбург“, където е открит за професионалния футбол.
В Първа Бундеслига халфът играе за Нюрнберг, Кайзерслаутерн и Волфсбург. С „червените дяволи“ той печели Купата на Германия през 1996 г. и шампионската титла през 1998 г. Във финалната среща през 1996 г. Мартин Вагнер отбелязва единственото и победното попадение срещу Карлсруе. Неприятното в случая е, че лаутерите изпадат от Първа Бундеслига само няколко дни преди това. С екипа на Кайзерслаутерн Вагнер изиграва 138 мача (16 гола) в Първа Бундеслига и 31 мача (7 гола) във втора лига и има решаваща роля за завръщането на клуба в германския елит.
В националния отбор по Футбол на Германия Вагнер играе 6 пъти през 1993 и 1994 г. Той е част от разширения състав на бундестима за Световното първенство в САЩ'94.
Полузащитникът спира с професионалния футбол през 2001 г. с екипа на Волфсбург.
Вагнер е мениджър на футболисти, като представя играчи в и извън Германия. Също така той е и младежки треньор в клуба „Еберсвай“.